# Killing Joke (1980)
Killing Joke è il primo e omonimo album della band inglese Killing Joke, pubblicato nel 1980. L'album è stato rimasterizzato con alcune tracce nel 2005.
Album ritenuto influente per generazioni di musicisti successivi, è considerato un classico underground, indispensabile nella propria collezione musicale.
Ha raggiunto la posizione #39 nelle classifiche inglesi.

## Tracce
Tutte le canzoni sono composte dai Killing Joke

### 1980 - Edizione originale
1. "Requiem" – 3:44
2. "Wardance" – 3:49
3. "Tomorrow's World" – 5:30
4. "Bloodsport" – 4:46
5. "The Wait" – 3:45
6. "Complications" – 3:08
7. "S.O.36" – 6:52
8. "Primitive" – 3:35

### 2005 - Edizione rimasterizzata
1. "Requiem" – 3:44
2. "Wardance" – 3:49
3. "Tomorrow's World" – 5:30
4. "Bloodsport" – 4:46
5. "The Wait" – 3:45
6. "Complications" – 3:08
7. "S.O.36" – 6:52
8. "Primitive" – 3:35
9. "Change" – 4:01
10. "Requiem" (Single Version) – 3:47
11. "Change" (Dub) – 4:00
12. "Primitive" (Rough Mix) – 3:34
13. "Bloodsport" (Rough Mix) – 4:50

## Formazione
- Jaz Coleman - voce, tastiere
- Kevin "Geordie" Walker - chitarre
- Martin "Youth" Glover - basso
- Paul Ferguson - batteria, voce